# Rizunte
Rizunte es el nombre de una antigua ciudad griega de Tesalia.
Estrabón dice que, cuando Demetrio Poliorcetes fundó la ciudad de Demetrias, concentró en ella a los habitantes de diversas poblaciones, entre ellas Rizunte. En época de Estrabón, era una aldea que formaba parte todavía de los territorios que dependían de Demetríade. Estaba en la costa, cerca de Homolio y Erimnas.
Se han hallado monedas acuñadas de Rizunte, fechadas en el siglo IV a. C. La localización exacta de Rizunte es desconocida pero se ha sugerido que podría haber estado cerca de la actual población de Kokkino Nero.